# Robert Kanigher
Robert Kanigher (pronunciación en inglés: /ˈkænɪɡəɹ/; 18 de junio de 1915 – 7 de mayo de 2002) fue un guionista de historietas y editor cuya carrera abarca más de cinco décadas. Estuvo involucrado en la franquicia de Mujer Maravilla por más de veinte años, habiendo tomado las riendas de escritor de la misma luego de su creador, William Moulton Marston. Además, Kanigher pasó muchos años a cargo de los títulos de guerra de DC Comics, además de haber creado al personaje Sgto. Rock. Kanigher escribió la historia que es considerada la primera de la edad de plata, "Mystery of the Human Thunderbolt!" la cual presentaba a nueva versión de Flash en Showcase 4 (octubre de 1956).

## Biografía

### Primeros años
Kanigher nació en la ciudad de New York. Hijo de Rebecca y Ephraim Kanigher, una pareja de judíos inmigrantes de Rumania. Las influencias literarias de Kanigher incluyeron a Dostoyevsky, Máximo Gorki, Sean O'Casey, Eugene O'Neill, François Villon, Freud, el Antiguo Testamento, James Joyce, Sófocles y Shakespeare.
La carrera de Kanigher como escritor comenzó temprano, con historias cortas y poesía publicadas en varias revistas. Él ganó el concurso de relatos cortos universitarios del The New York Times en 1932. A fines de la década de 1930 y principios de la de 1940, Kanigher también escribió para radio, películas y varias obras de teatro.

### Historietas

#### La edad dorada
Los primeros trabajos en historietas de Kanigher fueron en títulos como el Blue Beetle del Fox Feature Syndicate (donde él creó a Bouncer), Steel Sterling y The Web en MLJ/Archie Comics, y Captain Marvel Adventures para Fawcett Comics. En 1943 Kanigher escribió How to Make Money Writing (cómo ganar dinero escribiendo), donde incluía una sección dedicada a las historietas, siendo uno de los primeros trabajos sobre el tema.
En 1945 Kanigher comenzó a trabajar de guionista en All-American Comics, una de las editoriales que luego formarían parte de DC Comics, y rápidamente fue promovido a editor. Tuvo a su cargo los guiones de la "Sociedad de la Justicia de América" en All Star Comics, las historias del "Hombre Halcón" en Flash Comics, y Green Lantern
Kanigher fue editor de Wonder Woman a partir de 1948 hasta el número 176 de 1968. Un año luego de la muerte de William Moulton Marston, creador de Mujer Maravilla, Kanigher pasó a guionizar sus historias también. Además escribió la historia "The Black Canary", una historia de seis páginas de Johnny Thunder en la cual se presentó a Canario Negro en el número 86 de la revista Flash Comics (agosto de 1947). Este último, además, fue el primer trabajo del artista Carmine Infantino para DC Comics. Otros personajes creados por Kanigher en esos tiempos incluyeron a Rosa y Espina y Harlequin.
En 1952 Kanigher comenzó a editar y escribir los "cinco grandes" títulos sobre guerra de DC Comics: G.I. Combat, Our Army at War, Our Fighting Forces, All-American Men of Wary Star Spangled War Stories. La creación junto a Joe Kubert del personaje Sgto. Rock es considerada una de sus más memorables contribuciones al medio.

#### La edad de plata
En 1956 el editor Julius Schwartz les asignó a Kanigher e Infantino el primer intento de la editorial para revivir a los superhéroes: una versión renovada de Flash que aparecería en el número 4 de Showcase. La buena respuesta del nuevo personaje, esta vez con cierta orientación a la ciencia ficción, orientó el regreso a gran escala de los superhéroes, y el comienzo de lo que los fanáticos e historiadores dieron en llamar la edad de plata de las historietas.
El artista Ross Andru comenzó una etapa de nueve años en el título Wonder Woman, empezando en el número 98 (mayo de 1958), donde él y Kanigher reinventaron al personaje, presentando la versión de la edad de plata y el reparto secundario que acompañaría al personaje.
Kanigher y Andru tuvieron otras notables colaboraciones, como la serie "Gunner and Sarge", presentada a partir del número 67 de All-American Men of War (marzo de 1959), que fue una de las primeras historietas en presentar personajes recurrentes. Andru dibujó una de las primeras apariciones del Sgto. Rock de Kanigher en Our Army at War número 81 (abril de 1959) El equipo creativo también cocreó la versión original del Escuadrón Suicida en The Brave and the Bold número 25 (septiembre de 1959). Otra innovación fue la fusión de historietas de guerra con ciencia ficción en "The War that Time Forgot", una serie creada por Kanigher y Andru para la revista Star Spangled War Stories número 90 (mayo de 1960). Además cocrearon a los Hombres de Metal que aparecieron por primera vez en Showcase número 37 (marzo/abril de 1962).
Kanigher también creó otras series populares de acción, como "As Enemigo", "Los Perdedores" y El Soldado Desconocido. Junto al artista Russ Heath crearon las series "Tanque Embrujado", y Sea Devils. Muchos de los personajes de Kanigher estaban combinados en las historias de "Los Perdedores". Su primera aparición como grupo fue junto al grupo del "Tanque Embrujado" en el número 138 de G.I. Combat (octubre/noviembre de 1969). Además, a fines de la década de 1950 y en la de 1960, Kanigher creó varios personajes como el Príncipe Vikingo, Balloon Buster, y Hiedra Venenosa, la villana de Batman.

Entre sus colegas, Kanigher era bien conocido por lo brillante que era como escritor, aunque con personalidad inestable y temperamento violento. Colaboradores como Gene Colan y John Romita Sr. comentaron lo difícil que era trabajar con él. Romita recuerda: 
Trabajé en una serie con Kanigher; él escribió dos series románticas para mí. Uno sobre una azafata de avión y otra sobre una enfermera. Solía felicitarme cada vez que me veía en el atril. "Me encanta eso... me encanta eso ...". Eso fue todo lo que conversavamos. Entonces, un día estábamos juntos en el ascensor y dijo: "Me gusta eso". Yo, como un tonto inocente ... solía hacer algunos ajustes en sus páginas. Si había un panel con muchos textos, tomaba un globo de un panel y lo ponía en el siguiente. Solo para distribuir espacio. Yo era tan estúpido e ingenuo que le dije: "No te molesta, ¿verdad?, que a veces hago un cambio moviendo un globo de un panel a otro". ¡Empezó a regañarme en el ascensor! "¿Quién mierda crees que sos, cambiando mi material? ¿De dónde vienes que cambias mis cosas? ¡No sabes nada de este trabajo!

#### La edad de bronce
Junto a Andru, Kanigher cocreó a "Rosa y Espina", la historieta que salía publicada como complemento a partir del número 105 de Superman's Girl Friend, Lois Lane(octubre de 1970). Kanigher escribió dos historias para Marvel Comics: "Weep for a Lost Nightmare" publicada en Iron Man 44 (enero de 1972) y "Running for Love" para Our Love Story 19 (octubre de 1972). Kanigher regresó a escribir en el título Wonder Woman a partir del número 204 (enero / febrero de 1973) y restauró al personaje sus poderes y traje original. En 1974, basándose en una novela clásica, introdujo a Rima, la chica de la jungla en el Universo DC. Kanigher y Kubert también crearon a Ragman en el primer número (agosto/septiembre de 1976) de la serie de corta vida que tuvo ese personaje. Hacia 1977 Kanigher enseñó por un año en la Escuela Joe Kubert.

## Tributos y premios
En 1985, DC Comics nombró a Kanigher como uno de los honores de la editorial en la publicación Fifty Who Made DC Great.
Calles y edificios han sido nombrados en su honor en varias ciudades ficticias de DC Comics, incluyendo Ciudad Central y Keystone City La ciudad donde vive Nate Banks en la revista de historietas para niños The Amazing Adventures of Nate Banks recibe el nombre Kanigher Falls.
En 2014 Kanigher tuvo un reconocimiento póstumo recibiendo el Premio Bill Finger.

## Biografía adicional
- Snyder, Robin. "The Golden Gladiator Robert Kanigher," The Comics Journal #84 and #85 (1983).